# José Bernat Baldoví
José Bernat Baldoví, en valenciano Josep Bernat i Baldoví, (Sueca, Valencia, 19 de marzo de 1809 - 31 de diciembre de 1864) fue un escritor y poeta español célebre fundamentalmente por sus sainetes. Su obra más conocida es el sainete satírico-erótico El Virgo de Vicenteta.
Estudió derecho en la Universidad de Valencia. Desde los 24 años sufrió sordera, por lo cual le pusieron el apodo en valenciano antiguo Lo sord, es decir, El sordo. Fue diputado a Cortes por Sueca y más tarde fue alcalde de esta ciudad.
Su producción literaria en valenciano es de carácter satírico y sin pretensiones cultas. Utiliza un lenguaje coloquial y nada cuidadoso desde el punto de vista ortográfico. Fundó, junto con José María Bonilla y Pascual Pérez Rodríguez, los semanarios «La Donsaina» (1844), «El Tabalet» y «El Sueco» (1847). Fue autor de los primeros llibrets de falles (1850-1861) y se le considera el pionero del teatro popular valenciano. Escribió también algunos milagros para las tradicionales representaciones de la fiesta de San Vicente Ferrer.

## Obras
- L'Agüelo Pollastre, parodia de Don Juan Tenorio de José Zorrilla.
- Batiste Moscatell o la Mona de Pasqua.
- Col·lecció de quadres.
- Un Ensayo fet en regla, o Qui no té la vespra, no té la festa.
- Un Fandanguet en Paiporta.
- El Gafaüt.
- Jeroni i Bartoleta o la viuda i l'escolà.
- La Lletjor i la bellesa, milagro.
- El Mocador, milagro.
- Pasqualo i Vicenteta o El tribunal de Favara.
- Qui tinga cucs que pele fulla, o Obedecer al que manda.
- El Rei moro de Granada.
- La Tertúlia de Colau, o Pataques i caragols.
- Vicenteta la de Patraix.
- 1845 El Virgo de Vicenteta i l'alcalde de Favara, o El parlar bé no costa un patxo.